# Mafeking (Trinidad y Tobago)
Mafeking es una localidad de Trinidad y Tobago, que forma parte de la región de Mayaro-Rio Claro.

## Geografía
La localidad abarca parte de la isla Trinidad y limita al norte con Cocal Estate-Mayaro, al sur con Mayaro, al este con Ortoire y St. Joseph Village y al oeste con Union Village.

## Demografía
Datos demográficos de la localidad de Mafeking:
| Gráfica de evolución demográfica de Mafeking entre 2000 y 2011 |
|                                                                |